# Wild Ones (Lied)
Wild Ones ist ein Lied und die zweite Singleauskopplung aus dem gleichnamigen Album des US-amerikanischen Rappers Flo Rida.

## Entstehung und Veröffentlichung
Geschrieben wurde der Song von Tramar Dillard, Raphaël Judrin, Pierre-Antoine Melki, Sia Furler, Axwell, Jacob Luttrell, Marcus Cooper und Benjamin Maddahi, produziert wurde die Single von soFLY & Nius und Axwell.
Die Single wurde am 19. Dezember 2011 über das Label Atlantic Records veröffentlicht. Die Musikrichtung des Songs ist Electro-House. Der Refrain wird von der australischen Sängerin Sia Furler gesungen.

## Musikvideo
Das Video wurde am 9. Februar 2012 veröffentlicht. Die Regie zum Musikvideo führte Erik White. Das Video zeigt Flo Rida auf verschiedenen Festen in Dubai und in Miami. Sia Furler ist im Video nicht zu sehen.

## Kommerzieller Erfolg

### Chartplatzierungen
| ChartsChartplatzierungen       | Höchstplatzierung | Wochen |
| ------------------------------ | ----------------- | ------ |
| Deutschland (GfK)              | 6 (22 Wo.)        | 22     |
| Österreich (Ö3)                | 2 (22 Wo.)        | 22     |
| Schweiz (IFPI)                 | 3 (23 Wo.)        | 23     |
| Vereinigte Staaten (Billboard) | 5 (36 Wo.)        | 36     |
| Vereinigtes Königreich (OCC)   | 4 (28 Wo.)        | 28     |

| ChartsJahrescharts (2012)      | Platzierung |
| ------------------------------ | ----------- |
| Deutschland (GfK)              | 48          |
| Österreich (Ö3)                | 22          |
| Schweiz (IFPI)                 | 50          |
| Vereinigte Staaten (Billboard) | 11          |
| Vereinigtes Königreich (OCC)   | 10          |

### Auszeichnungen für Musikverkäufe
| Land/Region                  | Auszeichnungen für Musikverkäufe (Land/Region, Auszeichnung, Verkäufe) | Verkäufe  |
| ---------------------------- | ---------------------------------------------------------------------- | --------- |
| Australien (ARIA)            | 7× Platin                                                              | 490.000   |
| Dänemark (IFPI)              | Gold                                                                   | 15.000    |
| Deutschland (BVMI)           | Gold                                                                   | 150.000   |
| Frankreich (SNEP)            | Gold                                                                   | 75.000    |
| Irland (IRMA)                | Gold                                                                   | 7.500     |
| Italien (FIMI)               | Gold                                                                   | 15.000    |
| Kanada (MC)                  | 5× Platin                                                              | 400.000   |
| Mexiko (AMPROFON)            | Platin                                                                 | 60.000    |
| Neuseeland (RMNZ)            | 5× Platin                                                              | 150.000   |
| Österreich (IFPI)            | Platin                                                                 | 30.000    |
| Schweden (IFPI)              | 5× Platin                                                              | 200.000   |
| Schweiz (IFPI)               | Platin                                                                 | 30.000    |
| Spanien (Promusicae)         | Gold                                                                   | 30.000    |
| Vereinigte Staaten (RIAA)    | 5× Platin                                                              | 5.000.000 |
| Vereinigtes Königreich (BPI) | 3× Platin                                                              | 1.800.000 |
| Insgesamt                    | 6× Gold · 33× Platin ·                                                 | 8.452.500 |

Hauptartikel: Flo Rida/Auszeichnungen für Musikverkäufe